# Amrus ibn Yusuf
Amrus ibn Yusuf al-Muwallad al-Laridi (en arabe عمروس بن يوسف المولد ﺍﻟﻟﺎﺮﺿﻰ ; né vers 760 à Huesca et mort entre 808 et 813) est un général muladi de l'émirat de Cordoue et gouverneur de Saragosse d'origine wisigothique.

## Biographie
Amrus est originaire de Huesca, de même que son parent Shabrit (en arabe شبريط), et est un serviteur mawali d'Aysun ibn Sulayman al-Arabi, qui est le fils du wali de Barcelone et de Gérone. Ces derniers rejoignent le frère d'Aysun quand Matruh al-Arabi se rebelle et entre à Saragosse. En 791, Amrus se retourne contre son maître. Amrus et Sarhabil ibn Saltan al-Zawagi mènent alors une attaque contre Matruh et le tuent.
Amrus s'est ensuite rendu à Cordoue, où il fut récompensé par l'obtention du titre de wali de Talavera. En 802, il fut envoyé à Tolède comme général pour mater une autre rébellion de Saragosse. Sur la route il va ainsi prendre Saragosse et Huesca, expulsant ainsi de la ville Bahlul ibn Marzuq. Il fonde également la ville fortifiée de Tudela et y installe son fils Yusuf ibn Amrus. Saragosse se rebella de nouveau en décembre 802, cette fois sous Musa ibn Fortún, membre de la famille des Banu Qasi, et Amrus fut par cette parenté nommé en 803 gouverneur de Saragosse. Il a de même installé un de ses proches, Sabrit, à Huesca. En 807, il réprima une rébellion à Tudela, et à la mort d'Oriol d'Aragon, il occupe ainsi le comté de Sobrarbe, qui fut seulement repris par l'Aragon sous Aznar Ier Galíndez en 814. Ceci est conforme à la chronologie fournie par le chroniqueur Al- Udri, qui rapporte qu'Amrus a tenu Saragosse pendant dix ans, plaçant sa mort 813, mais al-Udri a indiqué que d'autres placent sa mort vers 808.